# Хирано-дзиндзя
Хирано-дзиндзя (яп. 平野神社) — синтоистское святилище, расположенное в районе Кита-ку города Киото, Япония. Является одним из центральных храмов школы Ёсида-синто.
Уже в «Энгисики» упоминается, что в святилище поклоняются четырём божествам. В эпоху Хэйан храм один из первых вошёл в список 22 элитных святилищ, получавшие непосредственную поддержку японского императорского двора. Храм неоднократно (с 981 года) посещал император, также в церемониях участвовали другие члены императорской семьи.
Ками, которым поклоняются в Хирано, малоизвестны, а их точная роль не определена. По разным версиям, они являются родовыми божествами кланов Минамото, Тайра, Такасина и Ооэ; прародителями династии Пэкче; духами матери императора Камму и её предков; богами очага императорского дворца. По версии самого храма, Имаки является богом обновления и восстановления, Кудо — богом котелка, Фурусэки — богом нового начала, а Химэ — богиней плодородия.
Изначально святилища находились в Ямато, но с переносом столицы в Хэйан император Камму основал нынешний храм под горой Кинугаса на северо-западе города, чтобы тот оберегал столицу и двор.
Архитектура храма необычна — четыре хондэна расположены попарно (параллельно) и соприкасаются свесами крыши. Перпендикулярные их крышам коньки создают форму буквы Н, если смотреть сверху. Просветы между хондэнами закрыты, что создаёт впечатление одного цельного здания. Пространство между хондэнам перекрыто крышей и образует хэйдэн. Туда попадают через ворота в окружающем здания кайро. Хондэны были восстановлены в 1625 году, после того, как предыдущие сгорели в годы войны Онин (1467—1477). Перед кайро расположен открытый хайдэн без стен, один из древнейших в Японии (построен в 1650 году).
С 1871 по 1946 год святилище было официально причислено к кампэй-тайся (яп. 官幣大社 большие императорские храмы) — высшей категории поддерживаемых государством святилищ.
Хирано-дзиндзя считается одним из лучших мест в Киото для любования цветением сакуры. Вишнёвые деревья были посажены здесь в конце X века, с 985 года тут проводится ханами.